# Грей, Генри, 5-й барон Грей из Уилтона
Генри де Грей (англ. Henry de Grey; приблизительно 1340 — 22 апреля 1396) — английский аристократ, 5-й барон Грей из Уилтона с 1370 года. Единственный сын Реджинальда де Грея, 4-го барона Грея из Уилтона, и его жены Мод де Ботетур. Унаследовал владения и титул после смерти отца. До 3 февраля 1380 года женился на Элизабет Толбот, дочери Гилберта Толбота, 3-го барона Толбота, и Петрониллы Батлер; в этом браке родились сын Ричард, 6-й барон Грей из Уилтона, и дочь Маргарет, жена Джона Дарси, 5-го барона Дарси из Найта. 